# Aage Paludan
Aage Paludan (født 15. januar 1881, død 10. december 1951) var en dansk arkitekt og murermester. Han tog først sin præliminæreksamen på Viborg Katedralskole og blev derefter udlært murer ved murermester Jespersen i Viborg. På Århus Tekniske Skole tog han sin husbygningseksamen og arbejdede derefter som murersvend i København i tre år, hvorefter han blev murermester i Brabrand og i 1906 vendte tilbage til Viborg som murermester og arkitekt.
Hans største byggerier:
- "Skansen" i Sct Mogens Port
- Afholdsforeningens Alderdomshjem på Toldbodsgade
- Fredensgade. Han tegnede alle husene på vejen.

Han var aktiv i Borger- og Håndværkerforeningen og i Viborg Skydeselskab.